# Hug IV d'Empúries
Hug IV d'Empúries (ca.1170 - Mallorca, 1230) fou comte d'Empúries de 1200 fins a la seva mort el 1230. Era el fill de Ponç III d'Empúries i d'Adelaida de Montcada, heretà el comtat d'Empúries el 1200, a la mort del seu pare.
Hug IV d'Empúries participà en la Tercera Croada a Terra Santa el 1190. El 1210 reté homenatge al comte-rei Pere I d'Aragó i anà amb ell a la batalla de Las Navas de Tolosa el 1212. Fou excomunicat pel papa Innocenci III per acollir els albigesos dins el seu comtat, a la mort del comte-rei, així com per envair els dominis eclesiàstics. A l'inici del regnat de Jaume I fou un ferm partidari del rei menor i es va tenir fora de les intrigues entre nobles i les representants del jove rei. Contribuí a la redacció d'estatuts de pau el 1209 i el 1220, en continuació del que el seu pare ja havia començat. Per la seva col·laboració va poder assegurar l'autonomia del seu comtat per més d'un segle: va ser la base de la prosperitat per comerç per terra i per mar.
Va fer pactes d'amistat amb el comte Nunó I vers l'any 1220, el qual el va ajudar en la seva lluita amb el rebel Gausbert de Palol. Va participar decisivament en l'assemblea de Barcelona el 1228, juntament amb el seu fill i un bon nombre de cavallers, on es decidí l'empresa de Mallorca. A la batalla de Portopí el 1229, va conduir l'ala dreta de l'exèrcit català, i al setge de la ciutat de Mallorca va rebutjar un atac enemic que va permetre obrir flancs favorables a l'exèrcit català. Rebé tres molins i 649 cavalleries a l'illa conquerida. Molts empordanesos van establir-se a les possessions del comte al nord de Mallorca.
Va morir el 1230, durant el repartiment de les terres conquerides a Mallorca, víctima de la pesta.

## Matrimoni i descendents
Es casà amb Maria de Vilademuls, baronessa de Vilademuls i senyora de la Roca, prop de Perpinyà la dot de la qual s'uní al comtat. D'aquesta unió en nasqué:
- Ponç IV d'Empúries (v 1205-1269), comte d'Empúries
- Guillermina d'Empúries i Vilademuls (?-1277), casada amb Berenguer de Cabrera